# Heritage (Rose)
Die Rosensorte ‘Heritage’ (syn. ‘AUSblush’; ‘Roberta’) ist eine hellrosa, öfterblühende Strauchrose, die von David Austin 1984 in Großbritannien eingeführt wurde.
Gezüchtet wurde die Rosensorte aus einer Kreuzung der weißen Floribundarose ‘Schneewittchen’ und der hellrosa farbenen Englischen Rose ‘Wife of Bath’ mit einem Sämling. Die ‘Heritage’ gehört wie alle Englischen Rosen, die auf die Floribundarosa ‘Schneewittchen’ zurückgeführt werden, zur ‘Heritage’-Untergruppe der Englischen Rosen.

## Ausbildung
Die Rose ‘Heritage’ bildet einen aufrecht wachsenden Strauch von durchschnittlich 120 cm Höhe und Breite und zeichnet sich durch einen kräftigen Wuchs und nahezu stachellose Triebe aus. Die remontierende Rosensorte ist äußerst winterhart (USDA-Klimazone 5b bis 10b).
Die ‘Heritage’-Rose ist durch schalenförmige hellrosa farbene, bis zu 10 cm große Blütenrosetten gekennzeichnet, die aus bis zu 40 Petalen gebildet werden. Die Blüten erscheinen in kleinen Büscheln, die sich aus rundlichen Knospen entwickeln. Die Blüten erscheinen im Frühsommer und blühen durchgehend bis in den Herbst. Die Blüten sind durch einen intensiven Duft nach Zitronen, Myrrhe, Nelken und Honig charakterisiert. Die kleinen, halbglänzenden Blätter der Rose bilden aufgrund der dunkelgrünen Färbung einen lebhaften Kontrast zu der hellen Blütenfarbe.
Die Rose eignet sich zur Bepflanzung von Blumenrabatten, Mixed Border und Bauerngärten. Die Rose ‘Heritage’ findet auch Verwendung in der Floristik, vor allem in natürlichen Blumenarrangements.
Die Rosensorte ‘Heritage’ wird in zahlreichen Rosarien und Gärten der Welt, unter anderem im Boston Botanic Garden, im San Jose Heritage Rose Garden, im Rosarium Uetersen, im Europa-Rosarium Sangerhausen sowie im Bergpark Wilhelmshöhe gezeigt.

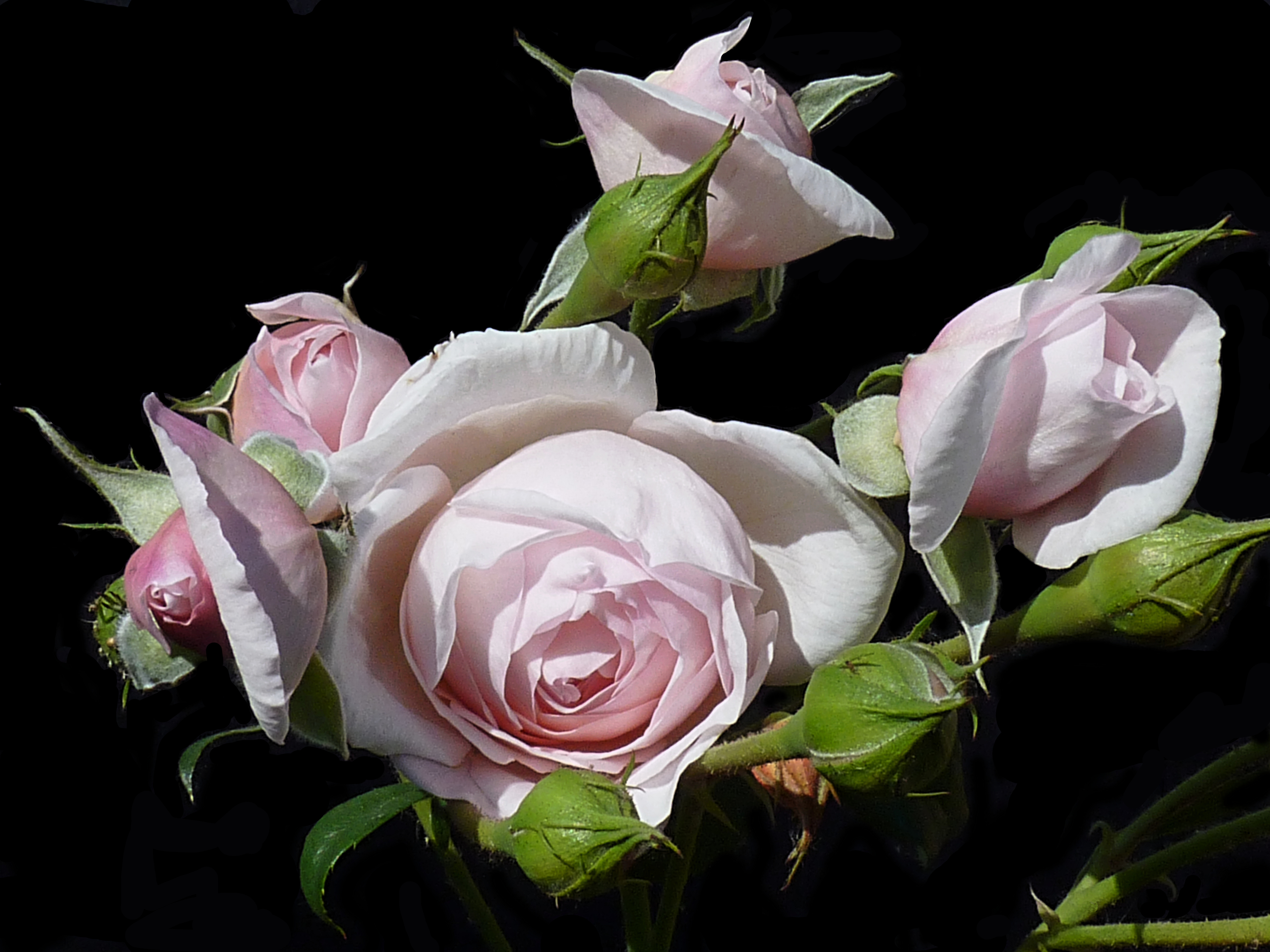
Knospen
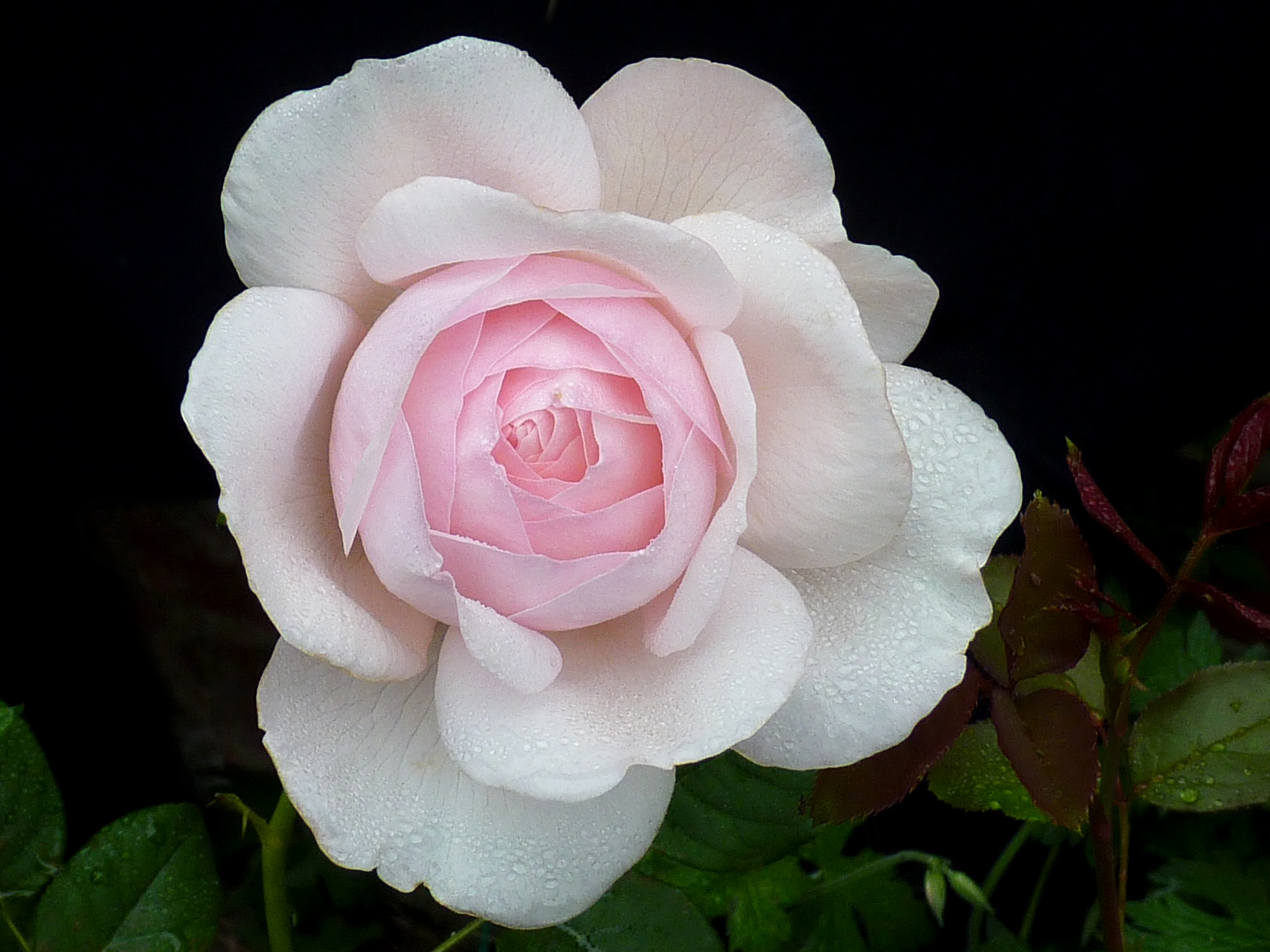
Junge Blüte
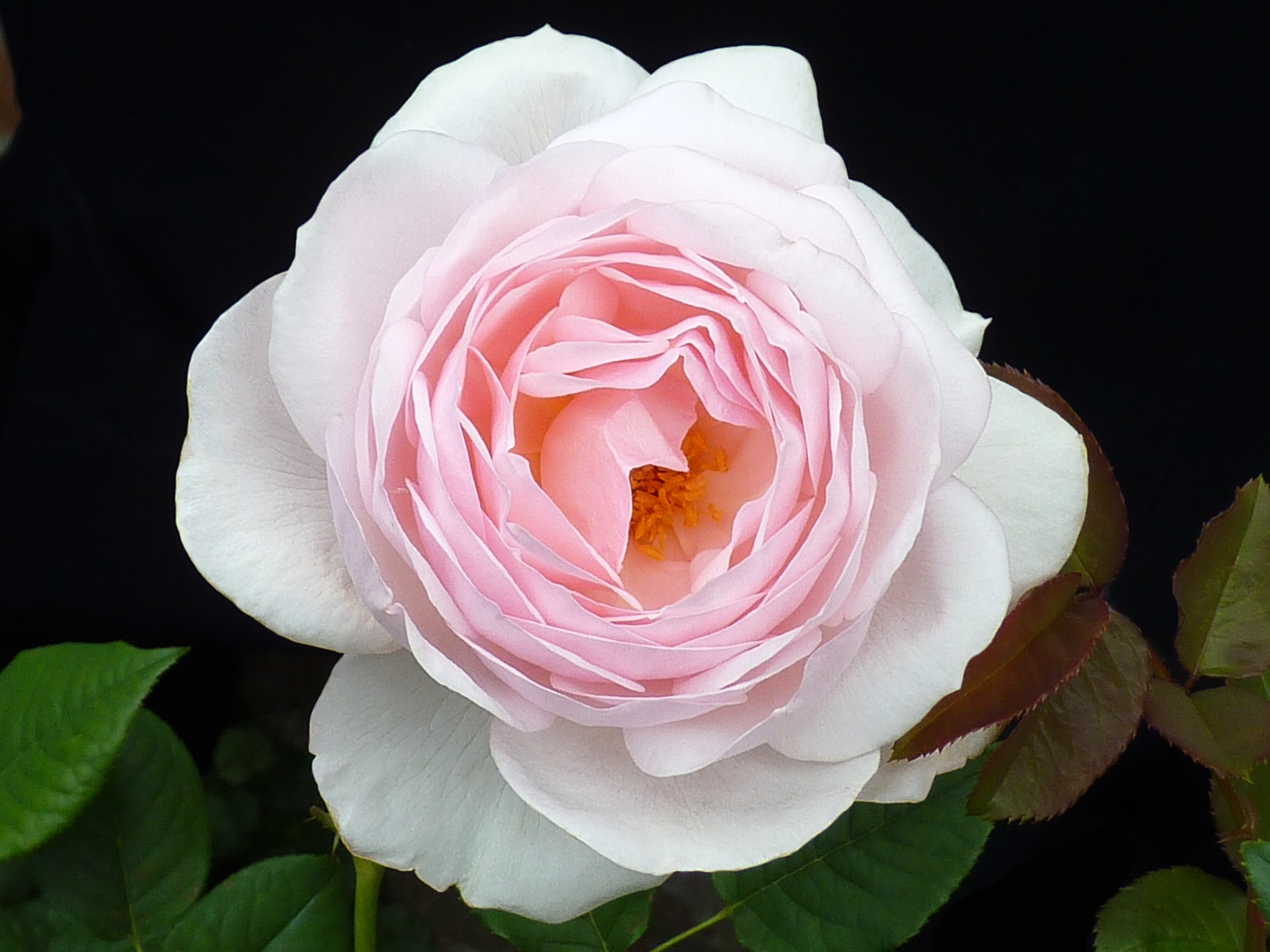
Halbgeöffnete Blüte
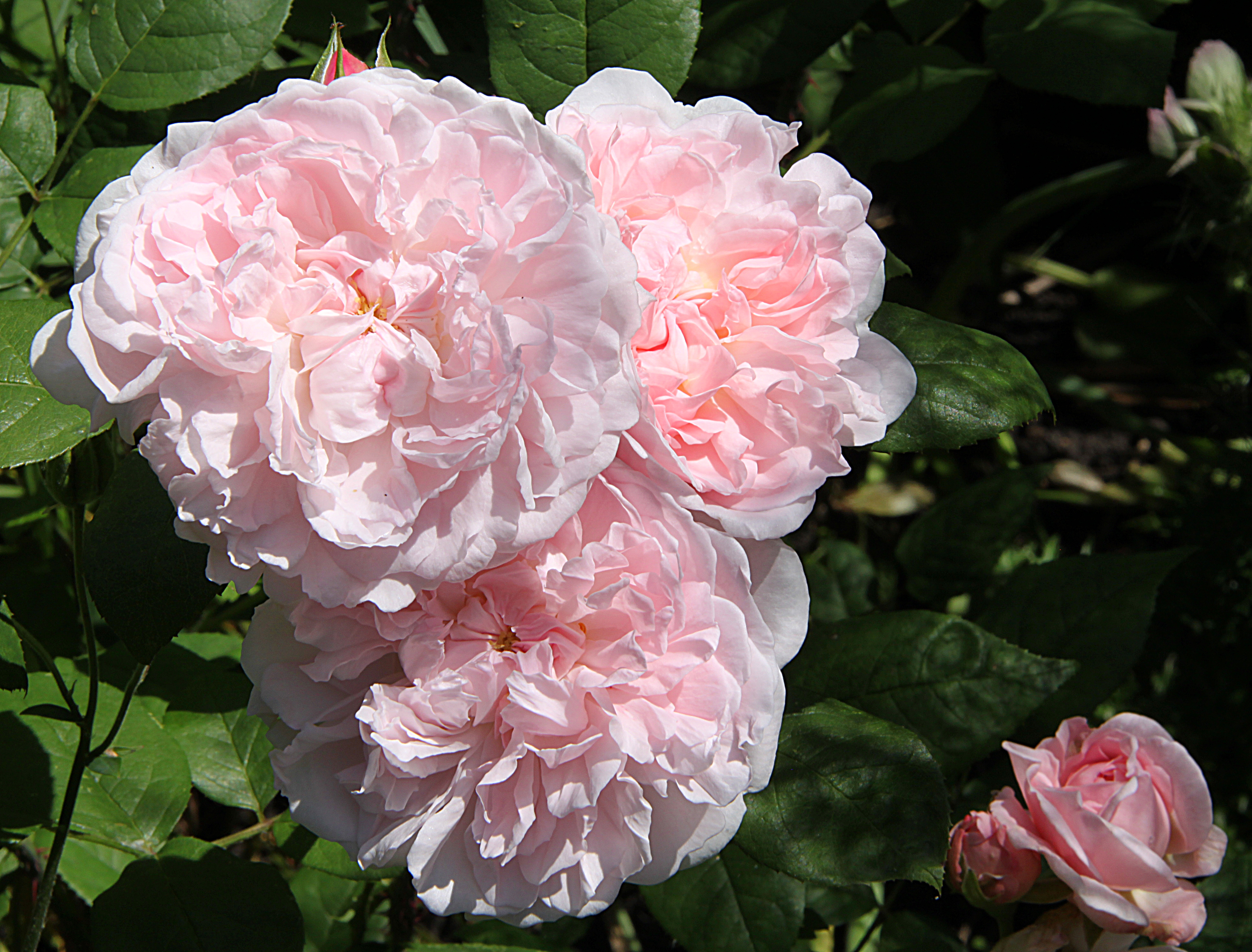
Geöffnete Blüten

## Auszeichnungen (Auswahl)
- El Paso Rose Society Show (1998)
- Northwest Arkansas Rose Rustlers Show (1998)
- Tidewater Rose Society Show (1998)
- South Central District Show (1999)
- Northeast Georgia Rose Society Show (1999)
- Scottsdale Rose Society Show (1999)
- West Pasco Rose Society Show (1999)
- West Valley Rose Society Show (1999)
- East County Rose Society Show (2001)
- Augusta Rose Society Show (2001)
- South Central District Show (2001)